# Port Laoise
Port Laoise o Portlaoise (in passato anche Port Laoighise e Maryborough), è una cittadina dell'Irlanda, county town del Laois, situata nelle midlands dell'Isola d'Irlanda. Il nome della città è direttamente in irlandese e significa "Forte di Laois", mentre la pronuncia corretta è /pɔrtˈliʃə/; comunque una pronuncia parzialmente anglicizzata come "Port Laois" (detta 'Port Lish') è frequente.